# Milsten

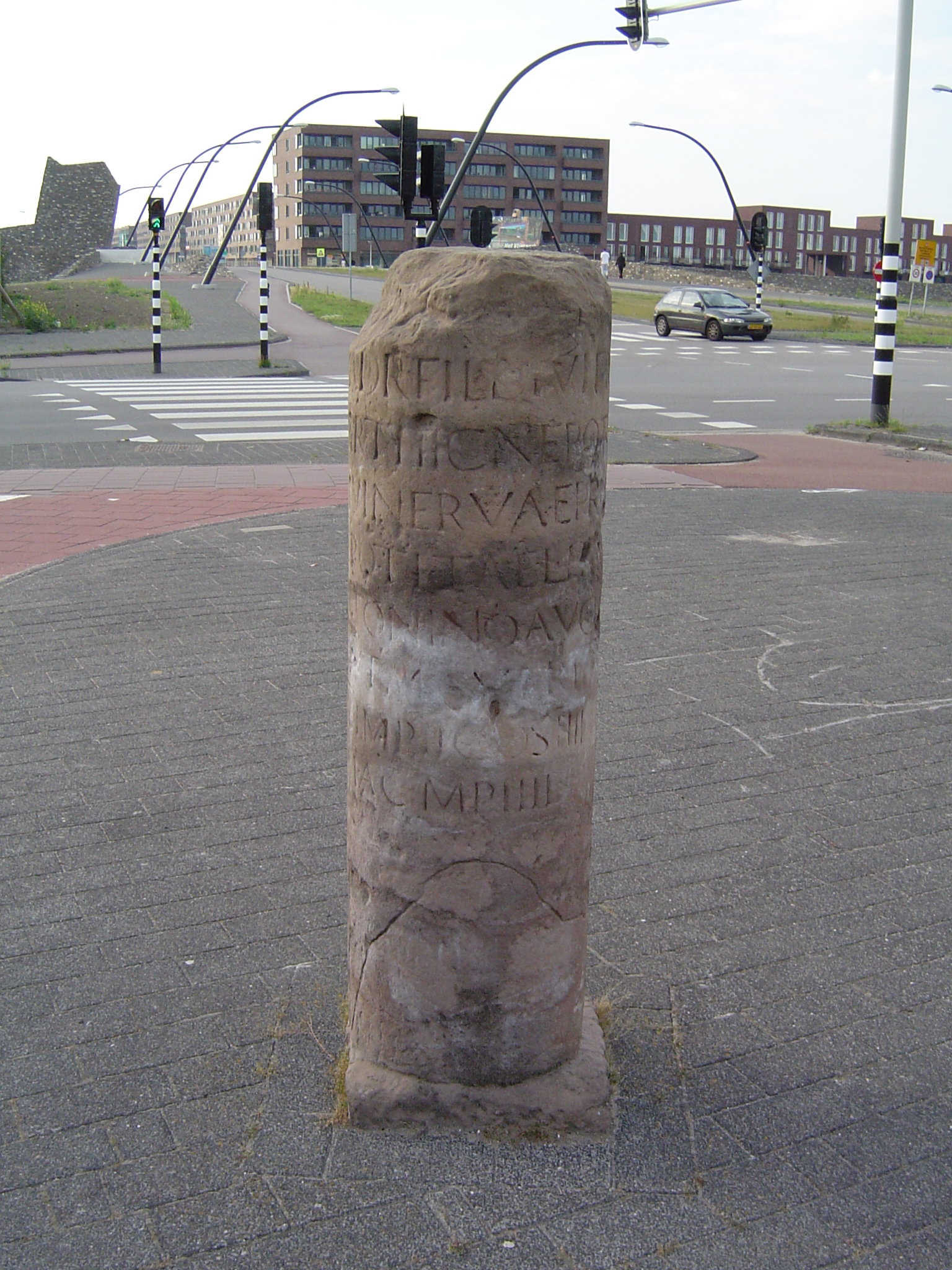
Replik av romersk milsten i Haag.

En milstolpe eller milsten är en föregångare till vägmärken. Ordet milstolpe används idag ofta i överförd bemärkelse om ett etappmål i ett större projekt, eller en viktig händelse under till exempel ett krig. Milstenarna har i sin föregångare i miliaria: stencylindrar som var uppsatta längs romarrikets huvudvägar och angav avståndet till Rom eller närmsta centralort.
Stolparna i Sverige angav hel-, halv- eller kvartsmil. De bestod av trä eller av en tavla av sten eller järn, uppsatt i ett stenröse. Detta genomfördes i samband med huvudvägarnas uppmätning vid organisation av skjutsväsendet.

## Sverige

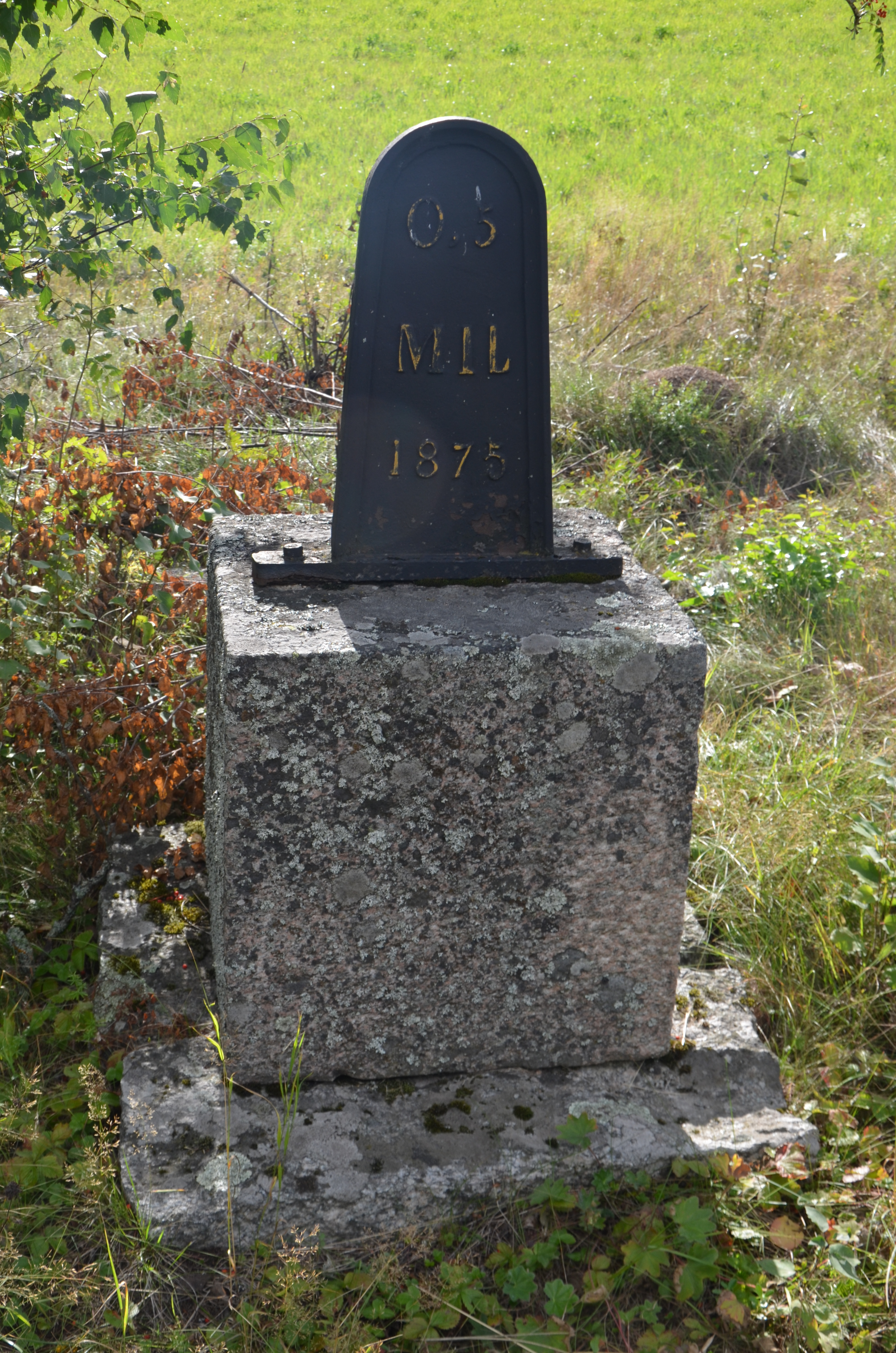
Halvmilsten vid tidigare sträckning av länsväg 256 mellan Fagersta och Ängelsberg söder om Ombenning.

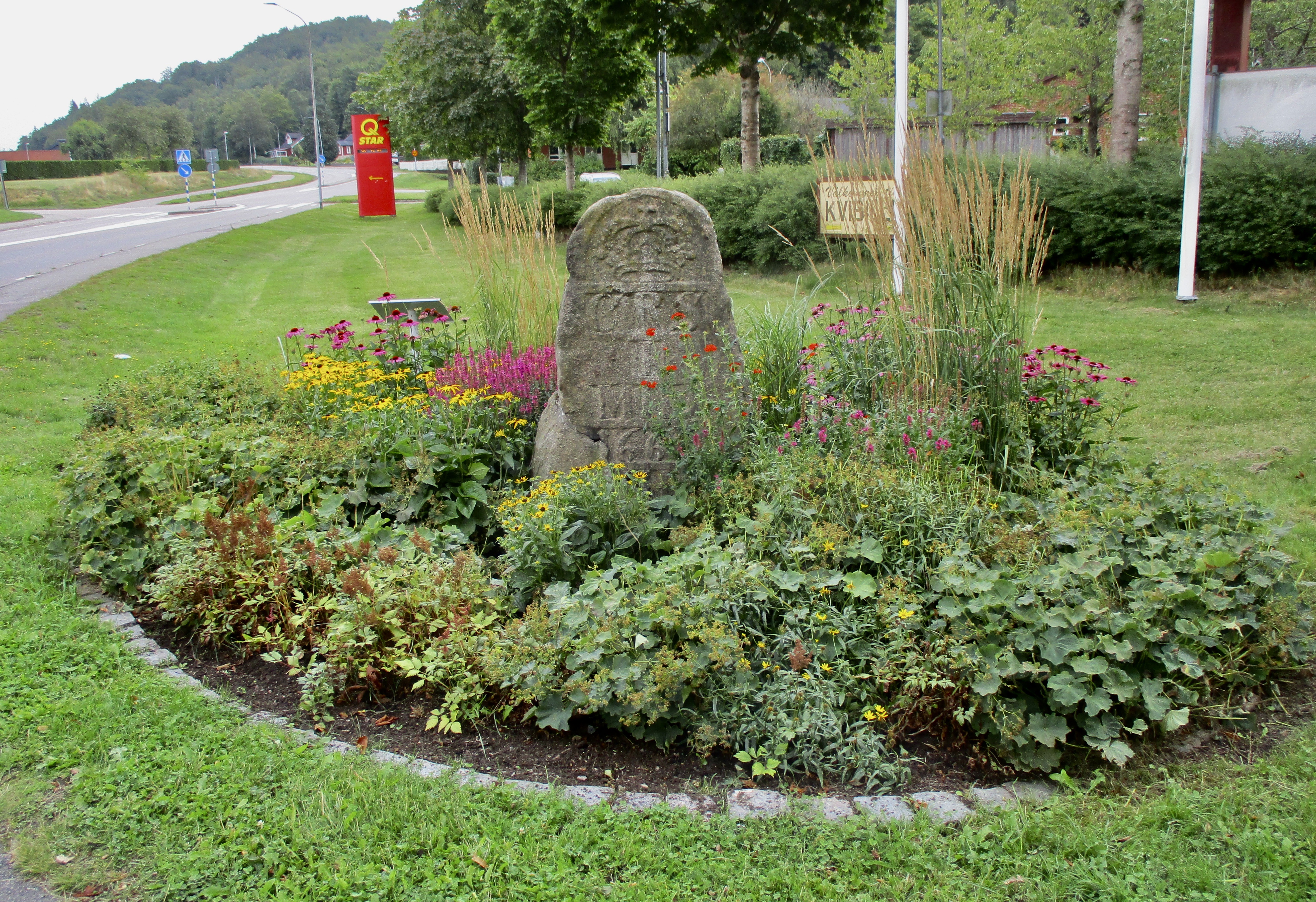
Milsten från 1666 i Kvibille.

I Sverige användes milstolpar från 1649 års Gästgivarordning och fram till 1890-talet för att markera avstånd längs landsvägar och senare häradsvägar. Genom stormaktstidens centralförvaltning och ökande resande, hade belastningen på allmogens skjutsplikt nått outhärdliga nivåer och en lindring var oundgänglig. Det skedde genom att Kronan införde (och strikt tillämpade) traktamenten och resepenningar till sina ämbetsmän, vilket i sin tur skapade behov av kunskap om avstånd i landet. Tidigare användes landskapsmilar, som skiljde sig från landskap till landskap. Att överge de gamla bekanta och erkända olika landskapsmilarna och övergå till en enda gemensam mil, krävde konkreta och erkända markeringar som kunde vinna allmogens förtroende. Lösningen blev milstolpar, något som funnits i Europa under Romartiden och därefter i Danmark under 1500-talet. Vanligen sattes en större stolpe upp vid varje hel mil, och mindre stolpar som markerade halva och fjärdedels mil. På sina håll sattes två trästolpar upp på helmilplats, en på var sida av vägen. Det är då svensk gammal mil som avses, vilket motsvarade 18 000 alnar, alltså cirka 10 688 meter.
Syftet med milstolparna var att få tillförlitliga underlag för beräkning av reseersättningar. Därför måste vägarnas mätning utgå från Stockholms slott, utan avseende på länsgränser och residensstäder. Denna princip tillämpades dock inte förrän från 1690-talet, vilket skapade viss förvirring.
Milstolparna är oftast försedda med kunglig krona och monogram, miltalet (1 mil–1/2 mil–1/4 mil), Landshövdingens namn och ibland även årtalet. Milstolparna placerades oftast i fundament (postament) av kallmurad sten. Allmogen vann förtroende för den nya milen redan före år 1700 och därmed försvann allmogens intresse för att underhålla och förnya milstolpebeståndet. Landshövdingarna var däremot ofta intresserade av att få ett varaktigt minnesmärke över sin person och gärning, och genomdrev projekten med "lämpliga föreställningar". Efter år 1700 uppstod nästan alltid protester och tvister i samband med vidlyftiga milstolpeprojekt. De äldsta kända milstolparna i Sverige är från Dalarnas län och Skaraborgs län, båda 1652.
Milstolparna var till en början oftast av trä. Stolpar i sten förekom redan på 1600-talet, men var dyra att resa, och kostnaderna gjorde att de blev ganska få, trots att de krävde betydligt mindre underhåll. Först omkring 1750 börjar stenar bli vanligare. I samband med gjutteknikens utveckling under 1800-talet kom milstolpar i järn att bli ett alternativ som var billigare än stenarna men ändå krävde ganska lite underhåll, och under 1800-talets andra hälft dominerar de helt bland milstolparna. Genom den nya Väglagen 1891 (som trädde i kraft 1895) upphörde föreskrifterna om milstolpars uppsättande. På 1870-talet infördes den nuvarande millängden 1 mil = 10 kilometer. Således var milstolparna en företeelse som infördes (1649) och avfördes (1891), alltså vid båda tillfällena i samband med förändringar av Sveriges gällande mil-längd. På olika håll sattes det upp Nymilstolpar och Kilometerstolpar genom vägdistriktens försorg, men det kom aldrig att bli konsekvent och allmänt rådande. 
Milstolpar är genom fornminneslagen 1942 lagskyddade fasta fornminnen och får inte utsättas för någon åtgärd utan länsstyrelsens (Kulturmiljöenhetens) skriftliga medgivande. De kan fortfarande ses längs många gamla vägsträckor.

### Exempel från Sverige

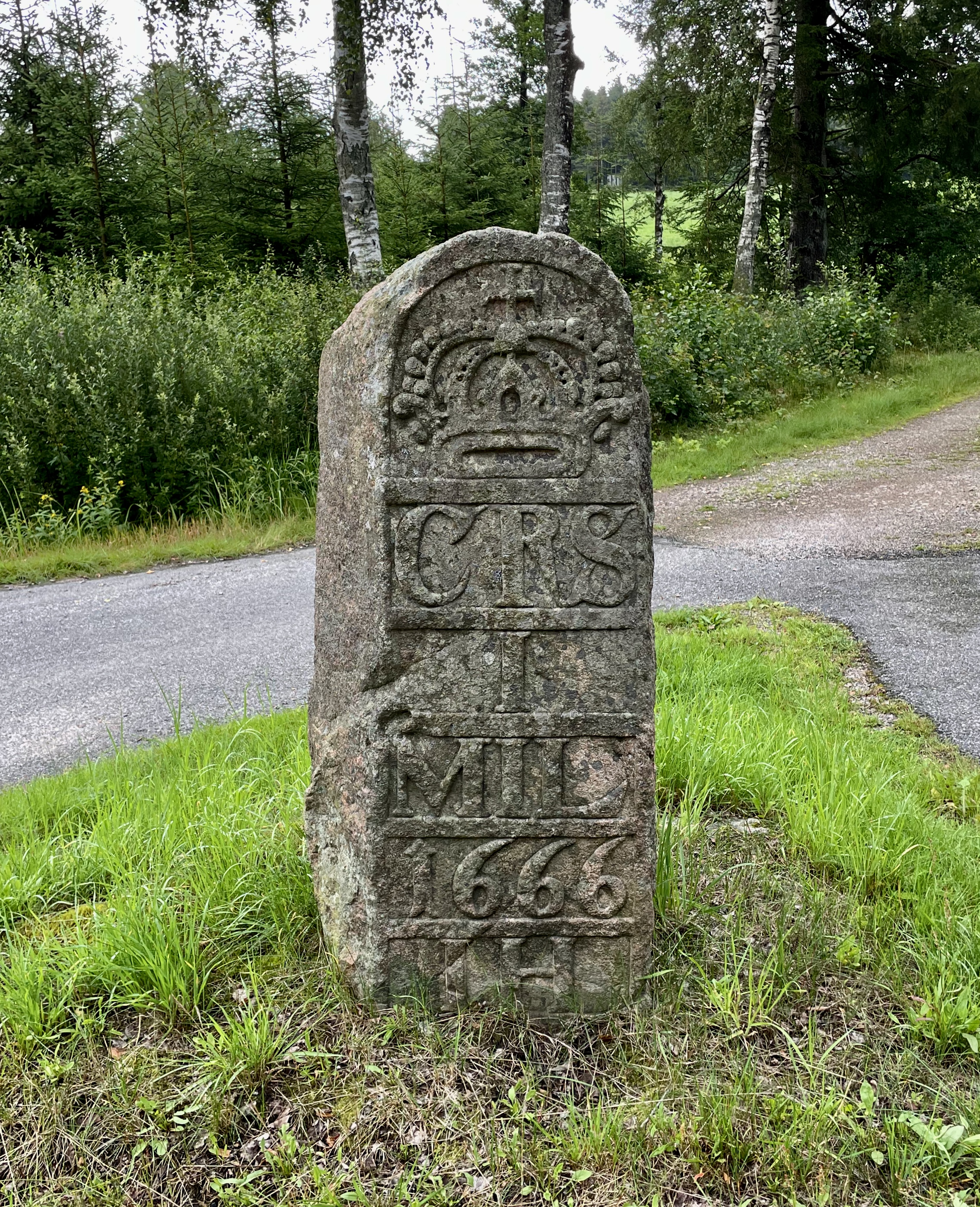
Milsten från 1666 vid "gamla E6" över Hallandsåsen – vägen heter Diligensvägen och är belägen norr om Margretetorp.
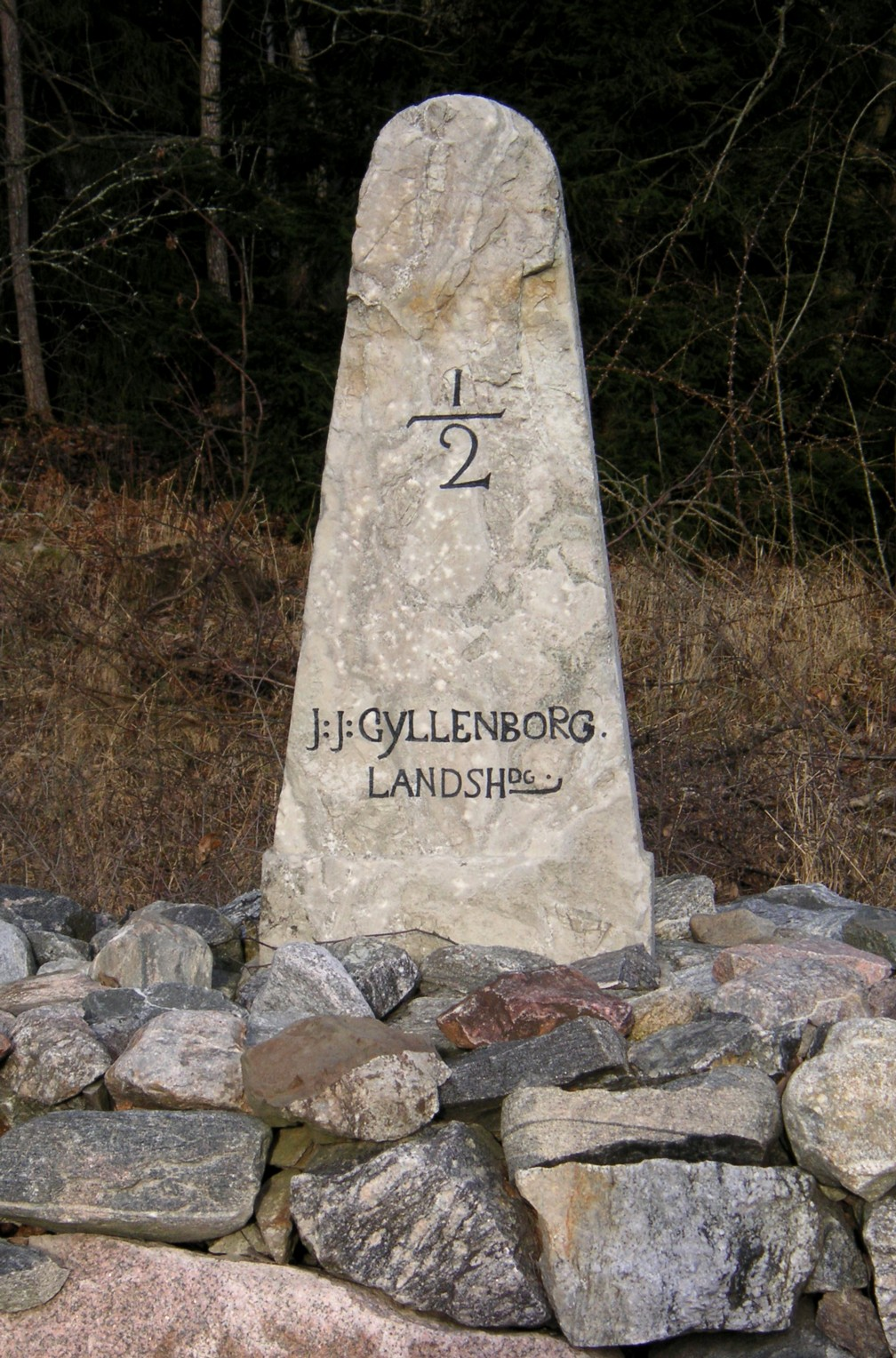
Milstolpe nära Salems kyrka, rest någon gång mellan 1770 och 1778 under landshövdingen Jacob Johan Gyllenborg.
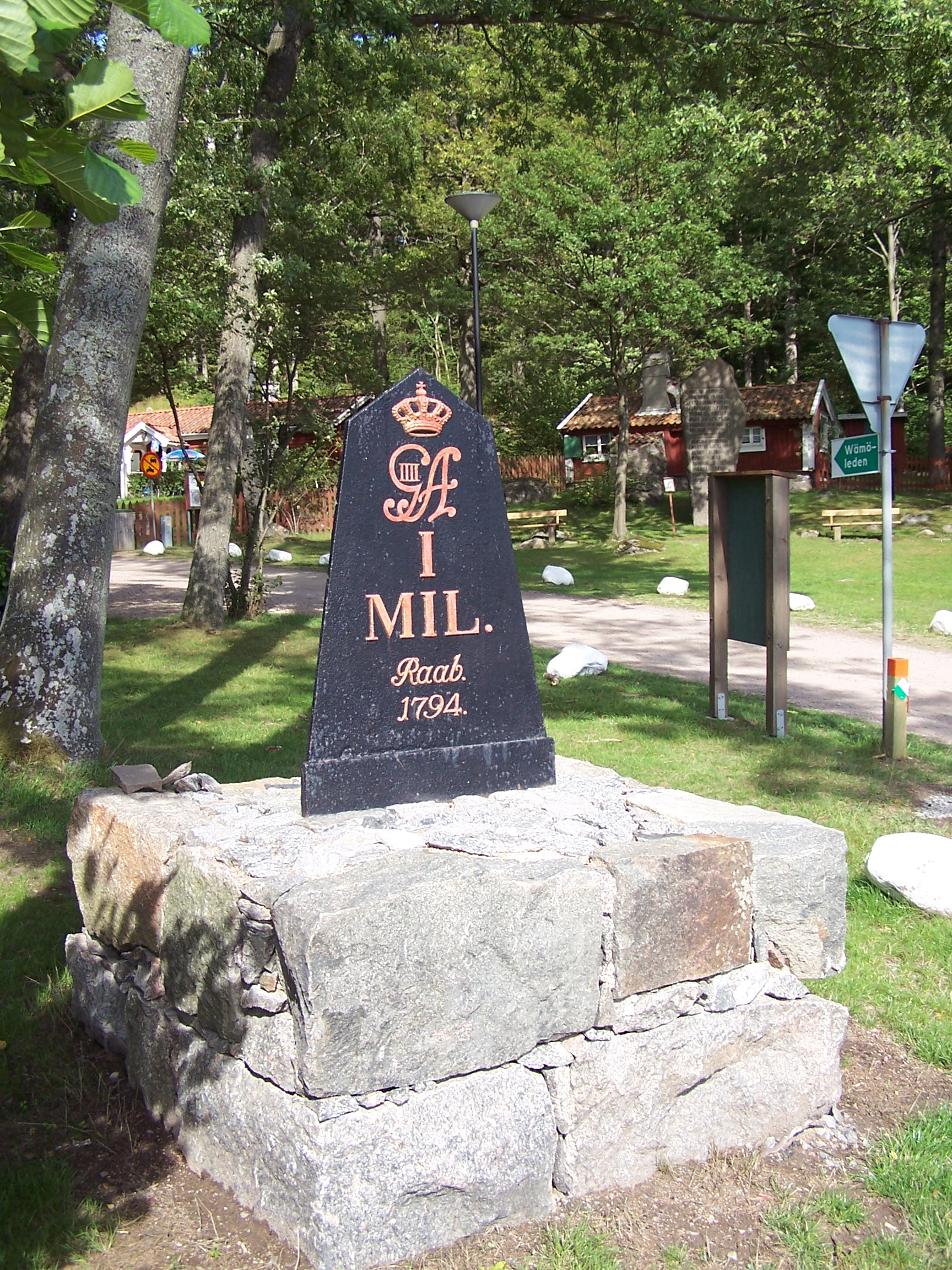
Milstolpe i gjutjärn, Karlskrona, 1794.
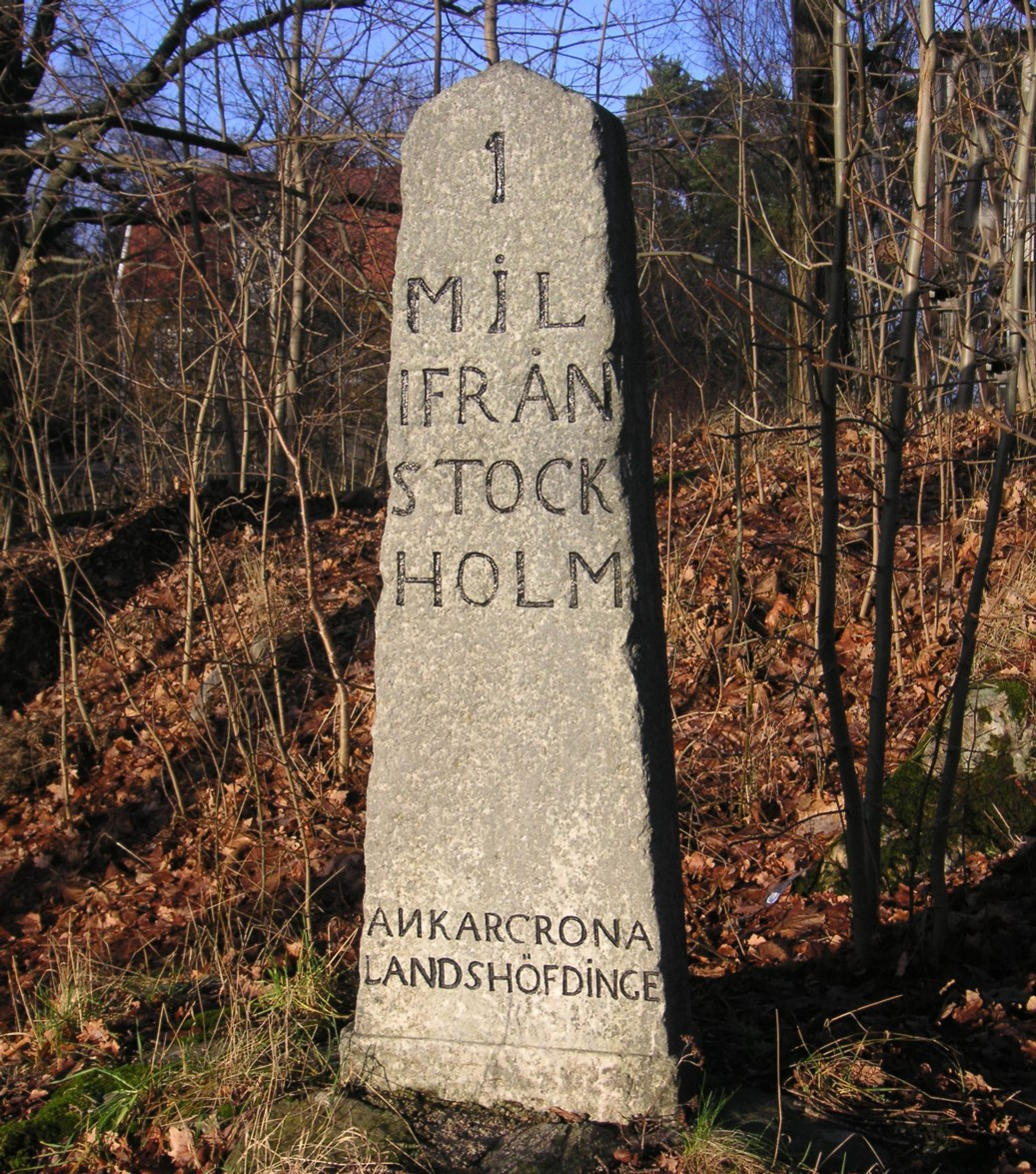
Milstolpe vid Gamla Södertäljevägen i Segeltorp rest ca 1750 genom landshövdingen Theodor Ankarcrona.
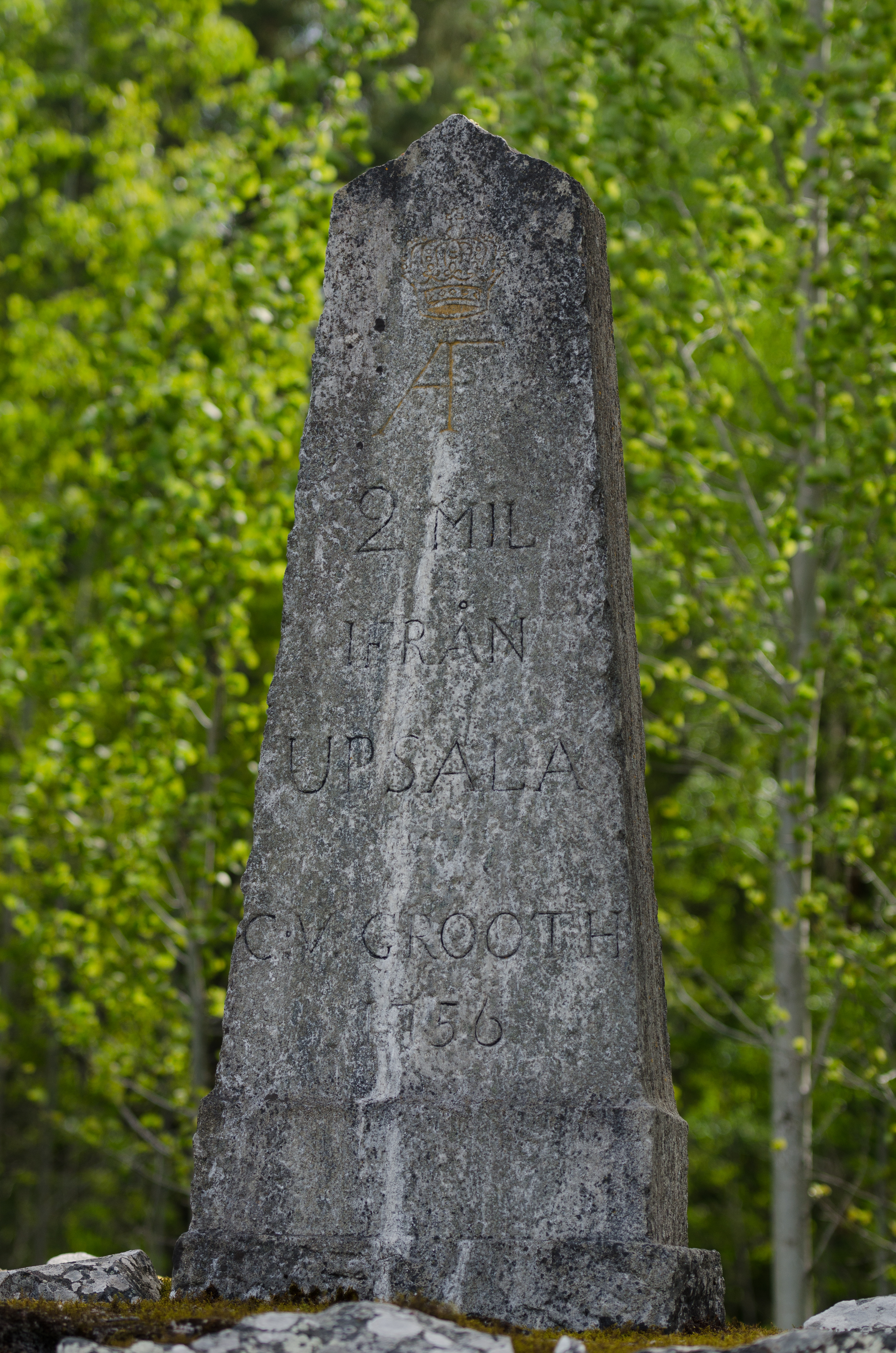
Milstolpe vid Vattholma rest ca 1756 under landshövdingen Carl von Groth.
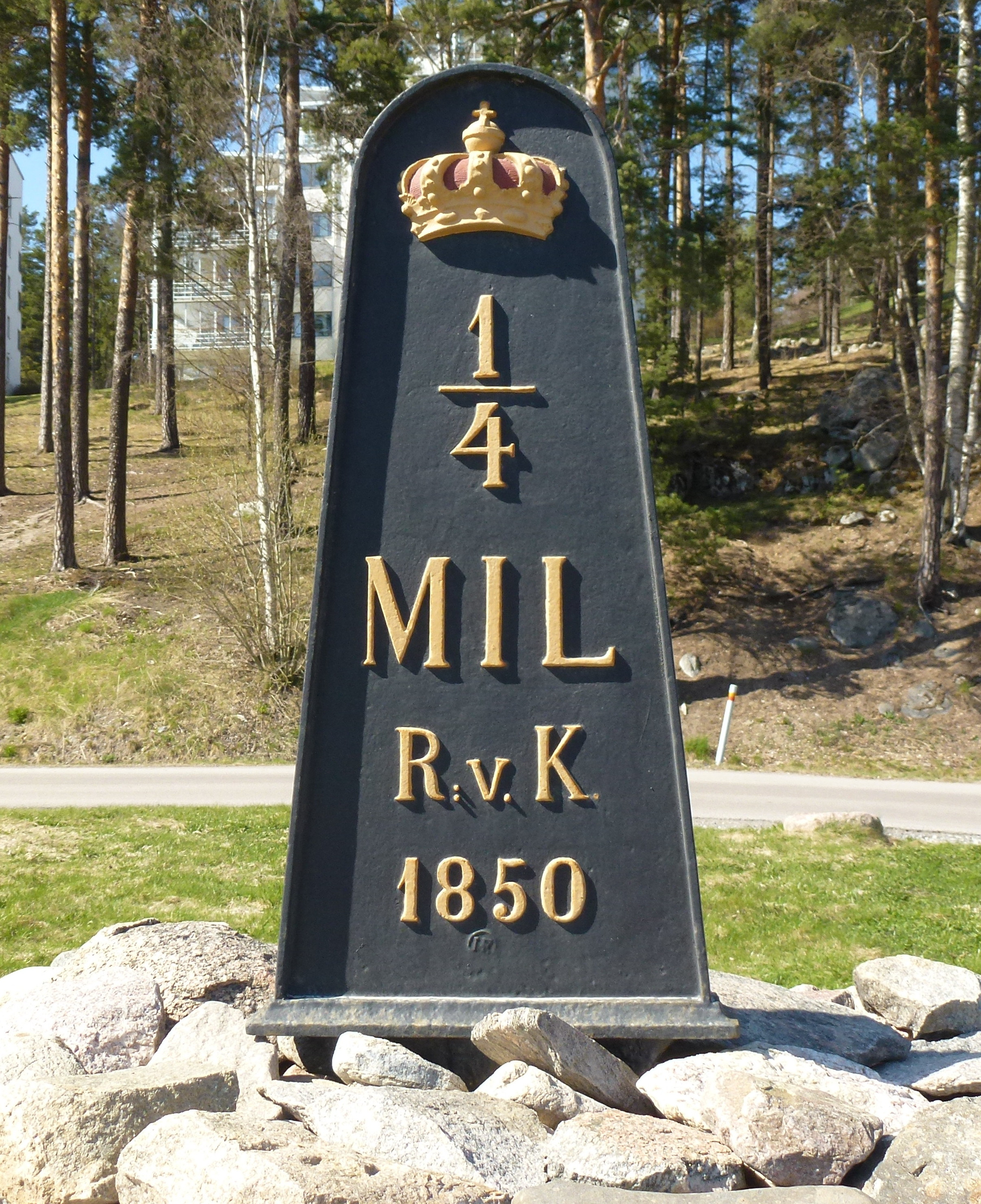
Milstolpe i gjutjärn, 1850 Kungsängen. R:v.K. står för landshövdingen Robert Fredrik von Kræmer.
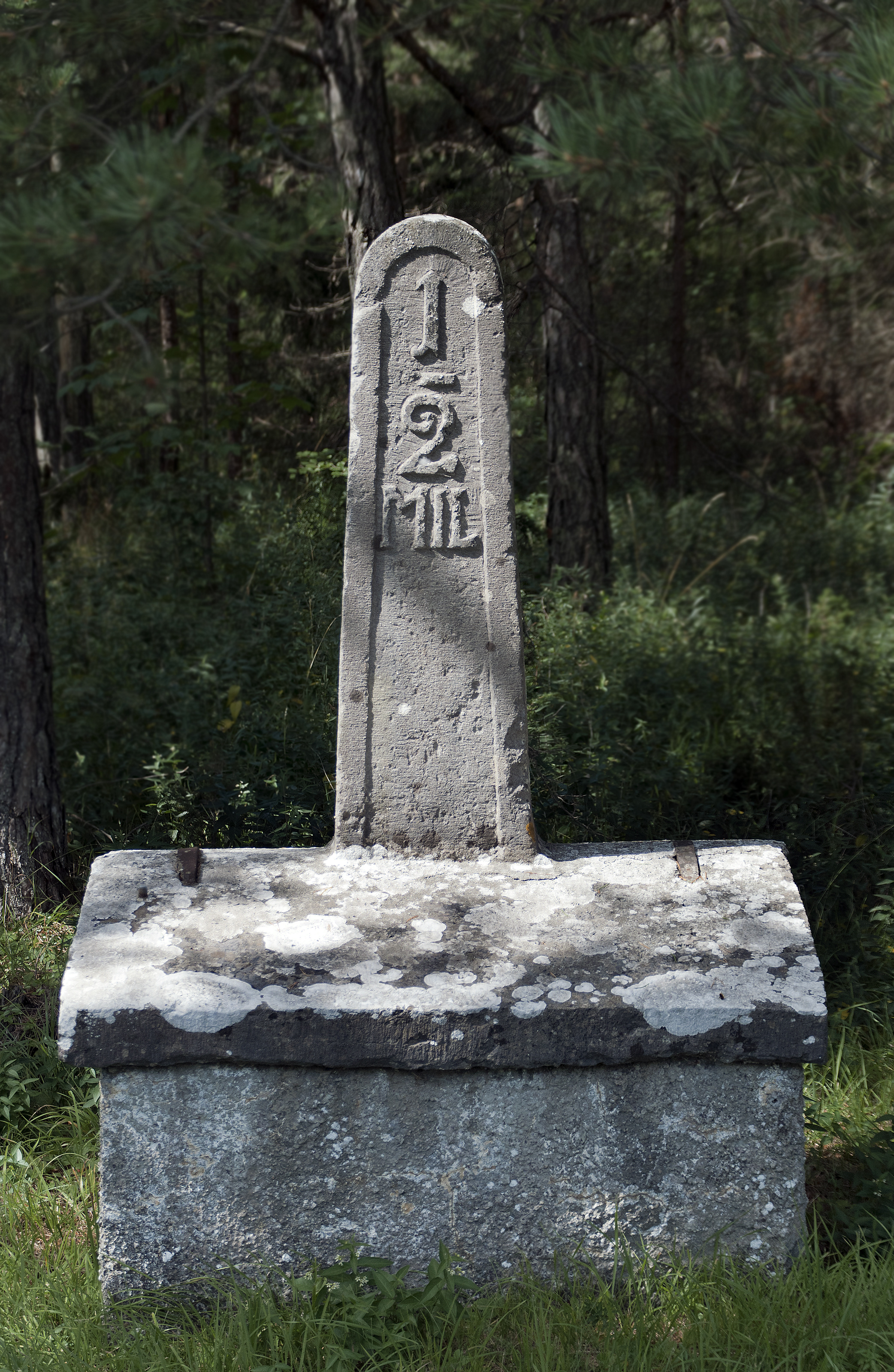
Milstolpe vid Snäck, Gotland.
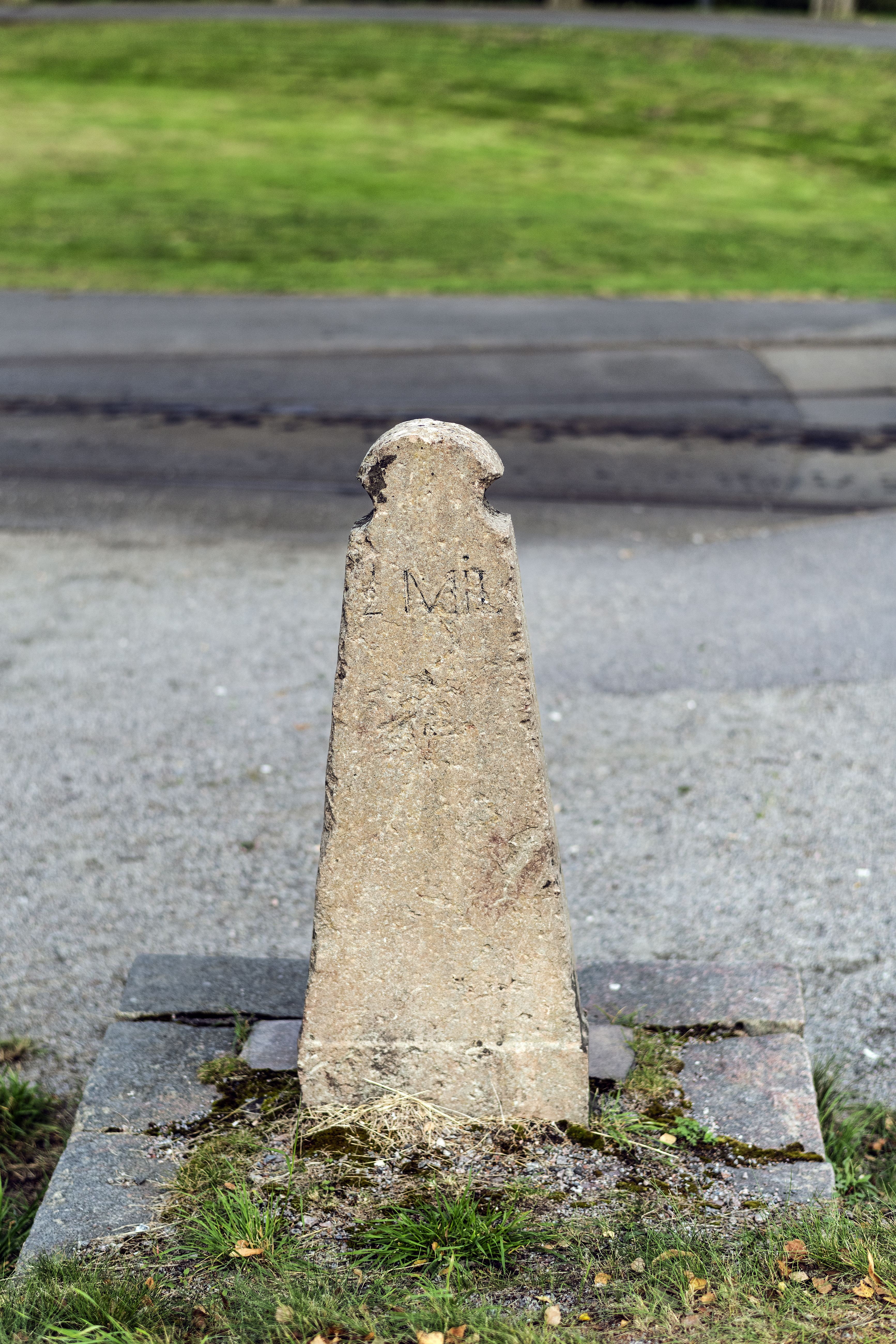
Milstolpe i Östra Eneby, Ög.
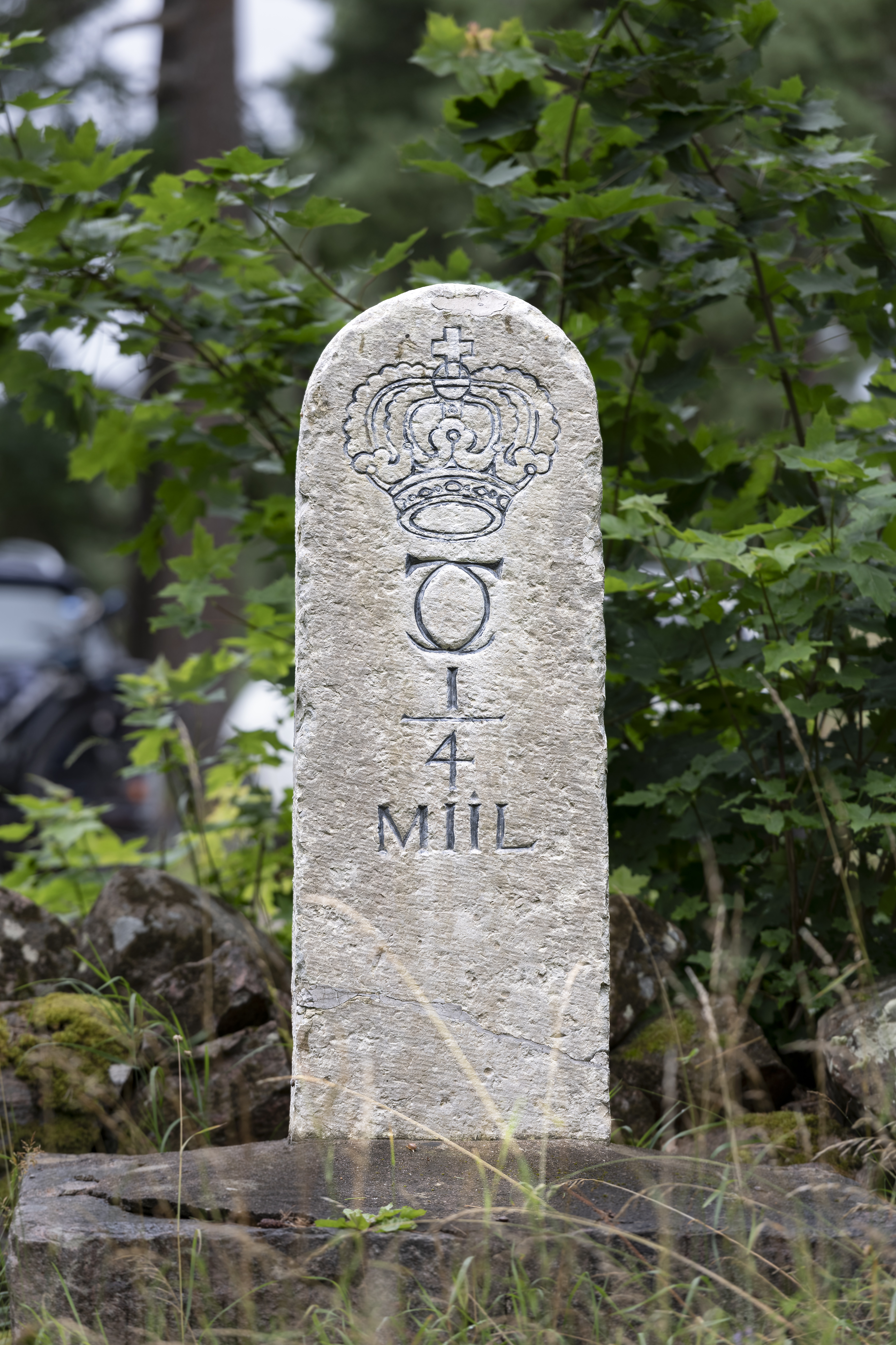
Milstolpe i Årnäs, Forshem Vg.

## Finland

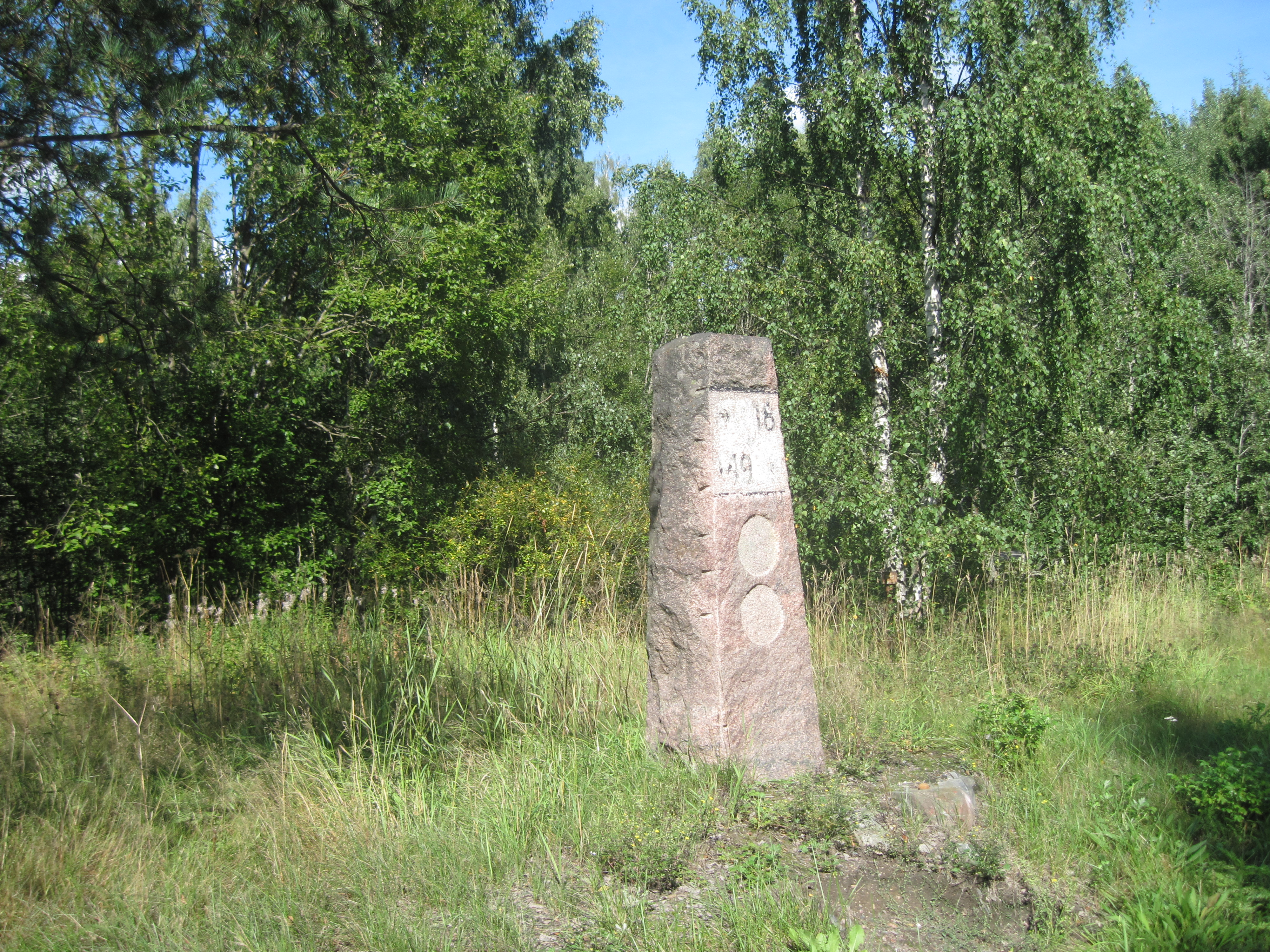
Kilometersten nära Helsingfors på gamla vägen mot Åbo

Finland följde under 1649-1809 svenska regler och milstenar sattes upp i Finland. På 1800-talet gjordes systemet om och ryska regler följdes. Från 1829 ställdes markeringar upp med avståndet 1 verst (1 088 m). Från 1888 började nya markeringar sättas upp i Finland och Ryssland med kilometer som måttenhet.
Ännu på 1970-talet markerades vägavstånd utefter riksvägarna och länshuvudvägarna i Finland varje kilometer. Markeringarna bestod på de sträckor där inte kilometerstenar används av stolpar med plåtskyltar, som stod i skogsbrynet på företrädesvis östra sidan av vägen, och skyltarna visade avståndet till närmaste större knutpunkt mellan huvudvägarna, ett avstånd i vardera riktningen. Skyltarna var utförda i plåt med svarta siffror på vit botten, och plåtarna var monterade i stolpar av trä eller järn. De senaste decennierna har systemet kommit ur bruk, och stolparna monterats ner. Stenar förekommer dock fortfarande på de sträckor där de används. På dessa stenar står kilometertalen med svarta siffror på vitmålad botten och med pilar under vardera siffran för att markera åt vilket håll avståndet räknas.

## Romerska riket
Miliarium, Milliarium, tidigare lapis miliarius, latin (av mille, tusen), var en romersk milsten. Sådana var uppställda vid landsvägarna inom romerska riket på ett avstånd av 1 000 passus (1 passus = nära 1,5 meter) från varandra. På forum i Rom, nära den plats där senare Septimius Severus’ triumfbåge uppfördes, lät kejsar Augustus ställa upp den så kallade Milliarium Aureum av marmor, beklädd med förgylld brons (därav namnet "den gyllene"), med angivande av avståndet från Rom till de mest betydande städerna inom riket. Dock beräknades avstånden inom Italien inte från denna punkt, utan från portarna i Serviusmuren (så till exempel för Appiska vägen från Porta Capena), i provinserna vanligen från provinshuvudstaden. På milstenarna, som oftast hade formen av en pelare, inristades merendels konsulns, i senare tid kejsarens namn, ofta också uppgifter angående vägens anläggning eller förbättring med mera.